# 유백
무애왕 유백(武哀王 劉伯, ? ~ ?)은 중국 전국 시대 말기 ~ 진나라 말기의 인물이자 전한의 황족이다. 전한의 제후왕 유희·초대 황제 고제·제후왕 유교의 형이며, 갱알후 유신의 아버지이다.
젊은 나이에 요절하여 한왕 5년(기원전 202년) 정월, 무애후(武哀侯)로 추봉되었다.
고후 8년(기원전 181년) 5월, 승상 진평 등이 상주하니 소제는 조서를 내려 유백의 작위를 왕으로 올렸다.

## 가계
- 무애왕 유백
  - 갱알후 유신
- 대경왕 유희
- 고제 유방
- 초원왕 유교